# Клевил (Фовил ан Кокс)
Клевил (фр. Cléville) насеље је и општина у северној Француској у региону Горња Нормандија, у департману Приморска Сена која припада префектури Авр.
По подацима из 2011. године у општини је живело 163 становника, а густина насељености је износила 29,8 становника/km². Општина се простире на површини од 5,47 km². Налази се на средњој надморској висини од 126 метара (максималној 144 m, а минималној 124 m).

## Демографија
| 1962. | 1968. | 1975. | 1982. | 1990. | 1999. | 2011. |
| ----- | ----- | ----- | ----- | ----- | ----- | ----- |
| 111   | 141   | 152   | 156   | 164   | 169   | 163   |

График промене броја становника у току последњих година